# تشارلز سوزا
تشارلز سوزا هو سياسي كندي، ولد في 27 سبتمبر 1958 في تورونتو في كندا. حزبياً، نشط في الحزب الليبرالي في أونتاريو. وقد انتخب عضو برلمان مقاطعة أونتاريو.

## وصلات خارجية
- الموقع الرسمي